# MKB Fakel
MKB „Fakel“ (russisch МКБ „Факел“,  машиностроительное конструкторское бюро „Факел“ имени академика П. Д. Грушина, Transkription: Maschinostroitelnoje konstruktorskoje bjuro „Fakel“ imeni akademika P. D. Gruschina) ist ein russischer staatseigener Flugabwehrwaffenproduzent mit Sitz in Chimki in der Oblast Moskau. Er ist nach seinem ersten Chefkonstrukteur Pjotr Gruschin benannt.

## Geschichte
Die Einrichtung wurde als Experimental-Konstruktionsbüro OKB-2 am 20. November 1953 durch Resolution des Ministerrats der UdSSR gegründet. Als Reaktion auf die wachsende Bedrohung durch US-amerikanische Luftkampfmittel, sollte die Einrichtung zur Entwicklung von Boden-Luft-Lenkwaffen beitragen. Von der Gründung an und für weitere 38 Jahre wurde das Büro vom Wissenschaftler und Konstrukteur Pjotr Dmitrijewitsch Gruschin geleitet. Im Jahre 1967 wurde es in Konstruktionsbüro für Maschinenbau (MKB) "Fakel" umbenannt.
Das OKB-2 bzw. MKB Fakel entwickelte Flugabwehrraketen, welche unter anderem in den sowjetischen Waffensystemen S-75, 9K33 Osa, S-125, S-200, S-300 und 9K330 Tor eingesetzt wurden bzw. werden. Viele der Lenkraketen waren weltweit die ersten ihrer Art, die erfolgreich militärisch in Dienst gestellt werden konnten. Sie wurden in etwa 50 Länder exportiert und wurden in vielen militärischen Konflikten eingesetzt.
Im Juli 1958 wurde der Einrichtung der Leninorden für die Entwicklung der Lenkraketen für das Flugabwehrsystem S-75 und im April 1981 der Orden der Oktoberrevolution für die Entwicklung von Lenkraketen für das Flugabwehrsystem S-300 verliehen.
In den schwierigen Jahren nach dem Zerfall der Sowjetunion (1991) konnte MKB Fakel die wichtigsten Mitarbeiter halten und wurde im Jahr 2002 durch Regierungserlass in den Almas-Antei-Konzern integriert. Auch einige zivile Produkte wie Maschinen zur Holzverarbeitung und für Textilindustrie sowie Behandlungseinheiten für Zahnärzte wurden in das Produktionssortiment aufgenommen.

## Produktion
Die Einrichtung entwickelte folgende taktische und strategische Boden-Luft-Raketen und exosphärische antiballistische Raketen:
- W-750 (SA-2 / S-75)
- 5W24 (W-600), 5W27 (W-601) (SA-3 / S-125)
- 5W21, 5W28, 5W28W (SA-5 / S-200)
- 5W55K, 5W55R, 5W55R / 5W55KD, 5W55U, 48N6, 48N6D (SA-10 und SA-20 / S-300P)
- 48N6DM, 40N6 (SA-21 / S-400)
- 9M96 (SA-21 / S-400 und S-350)
- 9M33, 9M33M1, 9M33M2, 9M33M3, 9A33BM3 (SA-8 / 9K33 Osa)
- 9M330, 9M331, 9M332, 9M338 (SA-15 / 9K330 Tor)
- 51T6 (SH-11) (A-135)[5]